# Ursus 4514 i 4512
Ursus 4512 – ciągnik postlicencyjny produkowany w latach 1987–2009 przez ZPC Ursus.

## Historia modelu

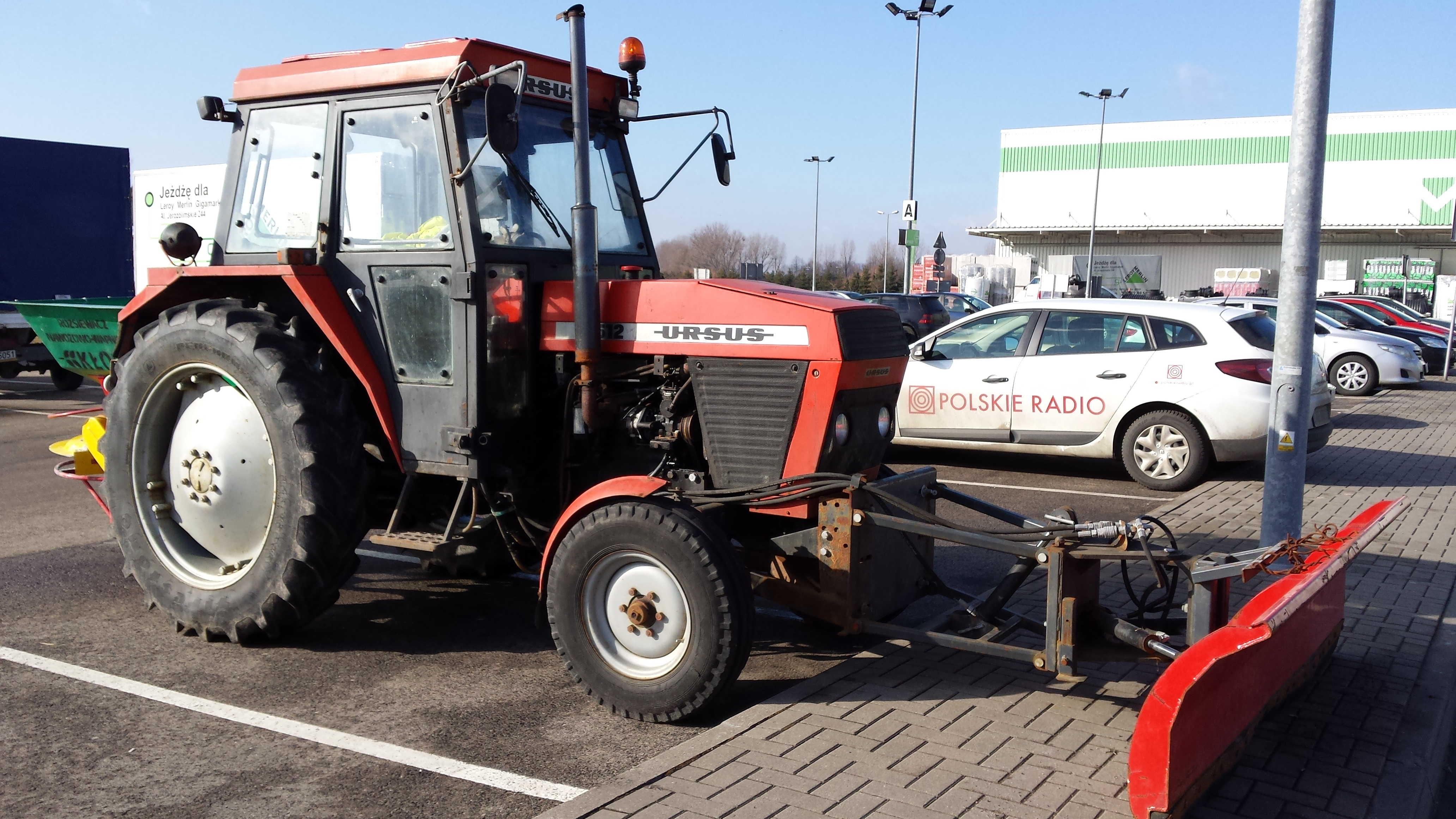
Wczesny model 4512

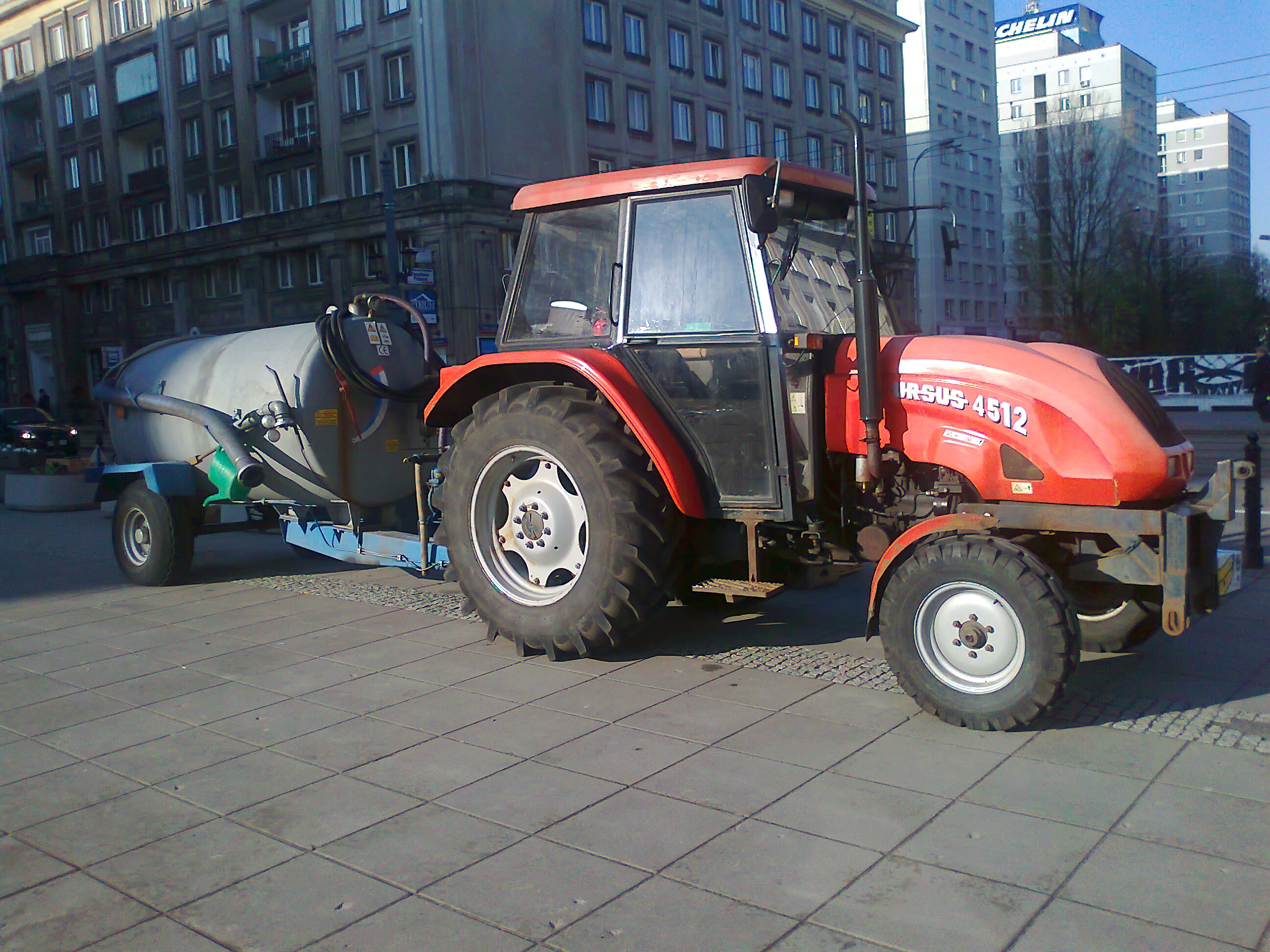
Późny model 4512

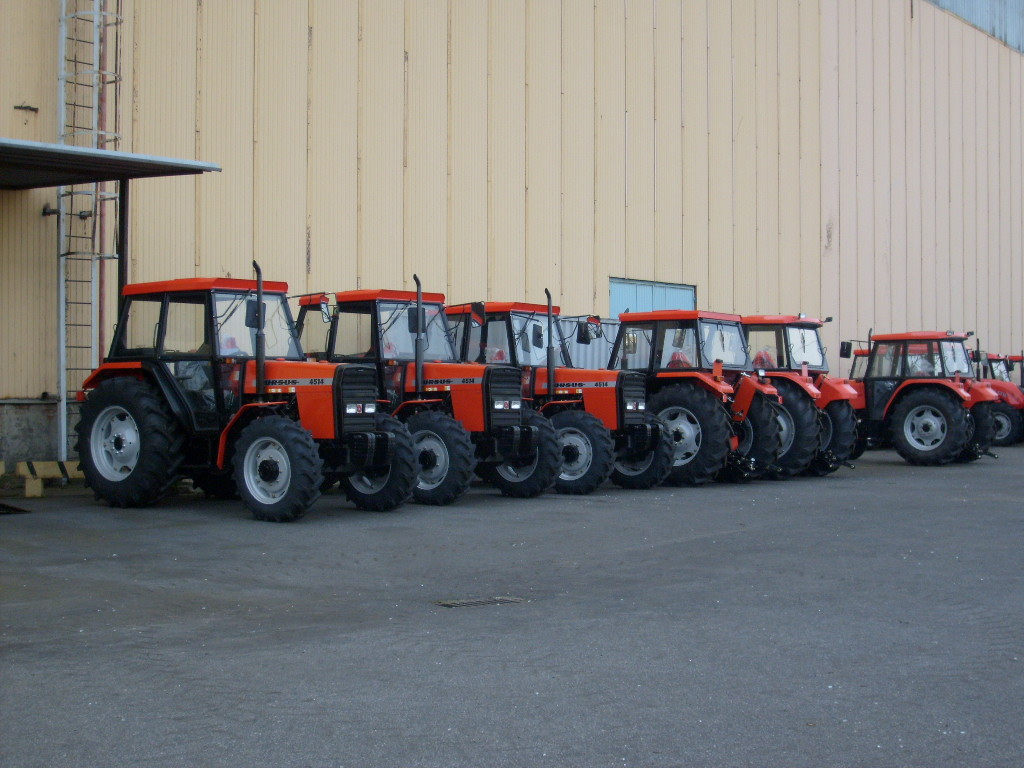
Ursusy 4514 przed halą ZM Ursus

W 1987 roku podczas targów rolno-przemysłowych Polagra w Poznaniu został po raz pierwszy zaprezentowany ciągnik Ursus 4512.
W latach 1987–1988 rozpoczęto montaż ciągnika Ursus 4512 mającego zastąpić popularny model C-360. Model ten był w całości oparty na rozwiązaniach konstrukcyjnych ciągnika Massey Ferguson 275, jednak z wykorzystaniem niektórych podzespołów i części licencyjnego ciągnika Ursus MF-255. W początkowym okresie produkcji stosowano maskę silnika z ciągnika ciężkiego Ursus 912. Do napędu zastosowano silnik Perkins A 4236 o mocy 44,5 kW. W 1989 roku do produkcji wprowadzony został ciągnik Ursus 4514, który jest wersją z przednią osią napędzaną (na licencji firmy Comaxle).
W 1993 roku Ośrodek Rozwoju Wyrobów ZPC Ursus wspólnie z IBMER wystawił na targach Polagra’93 dwa ciągniki Ursus 4512, których jeden został przystosowany do zasilania gazem propanowobutanowym (LPG) a drugi sprężonym gazem ziemnym (CNG).
W ostatnich latach produkcji ciągniki te można było nabyć w dwóch wersjach: Agro (z maską metalową) i Agro Bis (kabina o podwyższonym standardzie, maski i błotniki z tworzywa sztucznego). Najnowsza wersja silnika stosowanego w obu odmianach nosi oznaczenie Ursus 4410, a jego moc maksymalna sięga 50,5 kW (68,7 KM). Pod koniec 2009 roku ciągniki Ursus 4512 i 4514 zostały wycofane z oferty producenta. Łącznie wyprodukowano 6550 szt. modelu 4512 i 5904 szt. modelu 4514.

## Dane techniczne
- Klasa ciągnika 0.9,
- Typ silnika - Perkins A4.236 (Ursus 4390),
- Rodzaj silnika - wysokoprężny, czterosuwowy, rzędowy, z bezpośrednim wtryskiem paliwa,
- Moc silnika - 44,1 kW (60 KM) lub 48,5 kW (66 KM) według DIN przy 2000 obr./min,
- Pojemność silnika - 3865 cm³,
- Średnica cylindra / skok tłoka - 98,43 / 127 mm,
- Kolejność zapłonu 1-3-4-2,
- Statyczny kąt wyprzedzenia wtrysku 23`,
- Stopień sprężania - 16,
- Maks. moment obrotowy według DIN - 232 Nm lub 255 Nm,
- Znamionowy moment obrotowy według DIN 210 Nm lub 232 Nm,
- Prędkość obrotowa biegu jałowego 750+-25 obr./min,
- Jednostkowe zużycie paliwa przy mocy znamionowej - 238 g/kWh lub 243 g/kWh,
- pompa wtryskowa rozdzielaczowa typu DPA 3241F350 produkcji WSK Poznań,
- Liczba biegów przód/tył - 8/2,
- Maks. prędkość jazdy - 28 km/h przy ogumieniu 13,6-38,
- Tylny most: przekładnia główna stożkowa Gleasona,
- Dopuszczalne statyczne obciążenie tylnego mostu masą (przy rozstawie kół 1500 mm) 4500 kg,
- Dopuszczalne statyczne obciążenie przedniego mostu masą 3700 kg,
- Kąt skrętu przednich kół 55`,
- WOM (obr./min) - niezależny - 540/1000,
- Układ podnośnika hydraulicznego tłokowy z regulacją siłową, pozycyjną, ciśnieniową i szybkości reakcji,
- System automatycznej regulacji głębokości orki: górnozaczepowy,
- Wydatek hydrauliki zewn. - 26,2 l/min.,
- Max. ciśnienie w układzie hydrauliki zewnętrznej: 19 MPa,
- Udźwig podnośnika 1700 kg, alternatywnie 2200 kg lub 2600 kg,
- Szybkozłącza hydrauliki zewnętrznej - 2 lub 4,
- Rozstaw osi: 2300 mm,
- Wysokość z tłumikiem: 2670 mm,
- Kabina 07 standard, poziom hałasu na stanowisku operatora 87 dB(A).